# La Jara cacereña

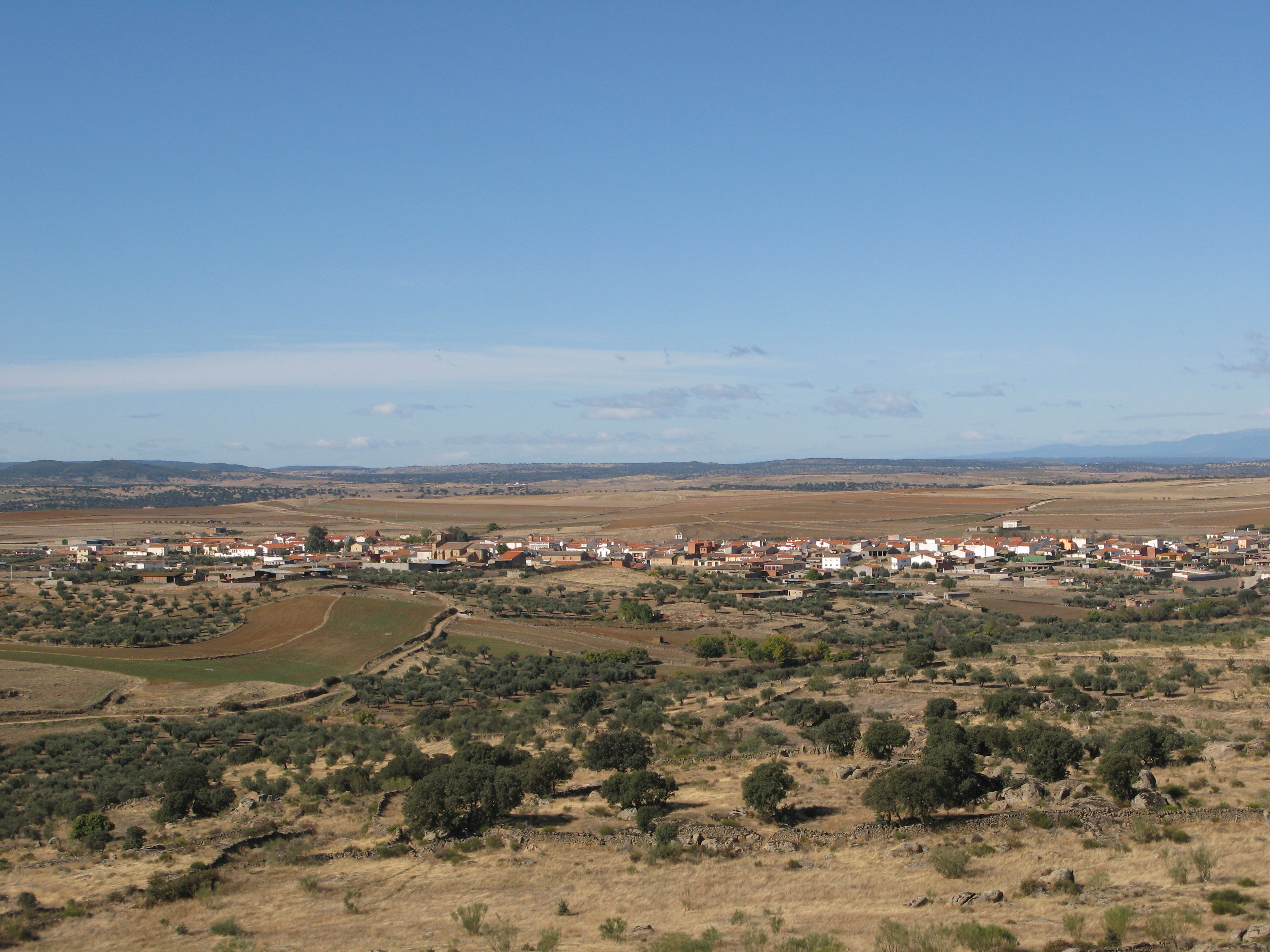
Villar del Pedroso desde «Peña Rastraera».

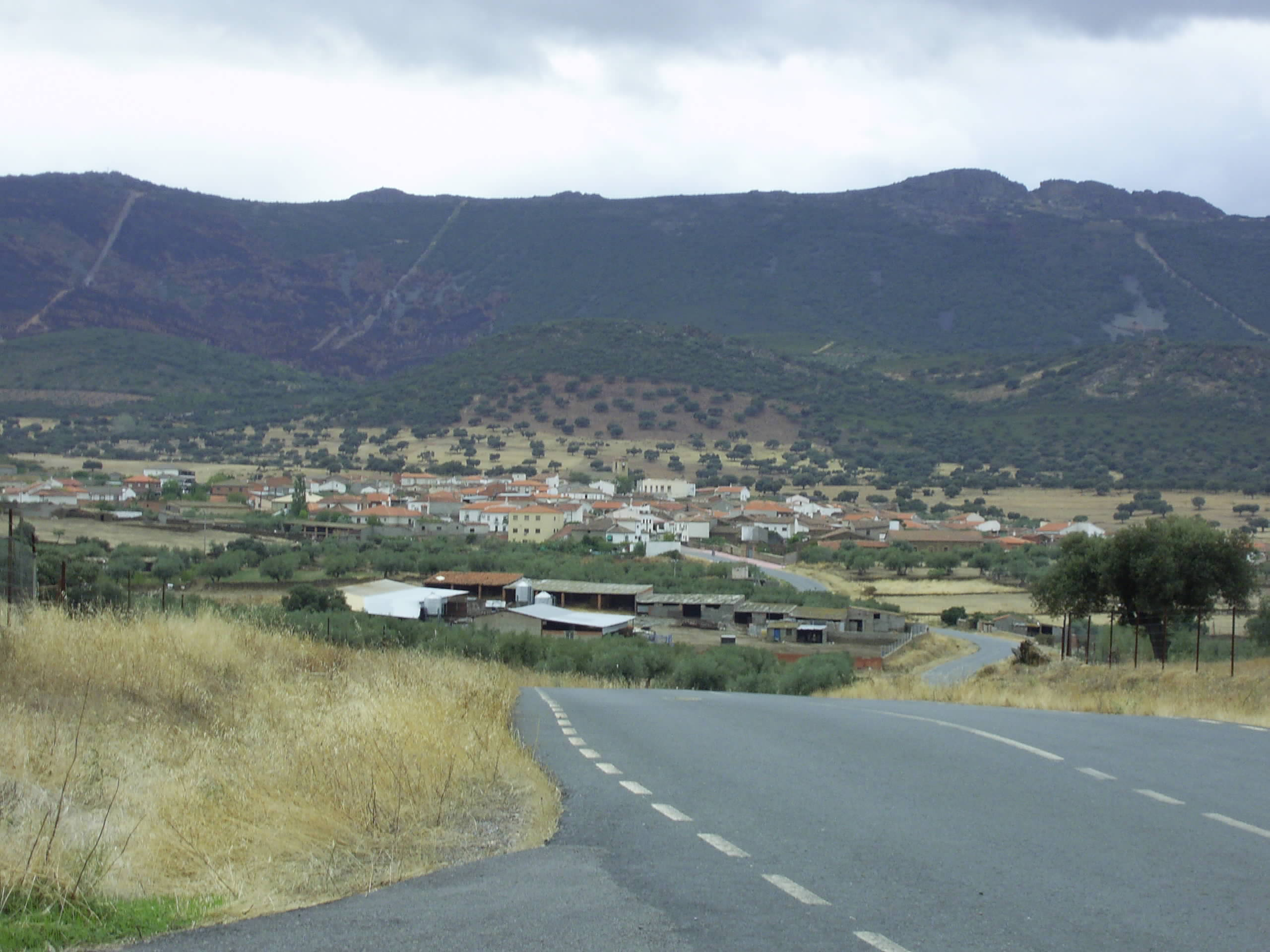
Carrascalejo, al fondo la sierra de Altamira.

La Jara cacereña es una subcomarca situada en el noreste de la provincia de Cáceres, en la comunidad autónoma de Extremadura, España. Junto con La Jara toledana y el Rincón de Anchuras, forma la comarca natural de La Jara. Su territorio abarca los municipios de Villar del Pedroso, Carrascalejo, Garvín, Valdelacasa de Tajo y Peraleda de San Román.

## Geografía

### Ubicación
La Jara cacereña se encuentra limitada al oeste por la provincia de Toledo, al norte por la línea del río Tajo, al este por las riberas del embalse de Valdecañas y al sur por los valles del Guadarranque y Gualija. Su paisaje se caracteriza por amplias llanuras protegidas por la sierra, concretamente los Montes de Toledo.

### Geología
El territorio presenta una geología variada, predominando la llanura pizarrosa, en ocasiones fuertemente ondulada. Son frecuentes los escarpes graníticos, cerros de calizas marmóreas, rañas arcillosas y crestones de cuarcitas. La red hidrográfica es extensa, con fuentes y manantiales originados en la Sierra de Altamira, formando gargantas y desfiladeros como los del río Gualija o del Pizarroso.

### Clima
El clima de la Jara cacereña es mediterráneo continentalizado moderado, con notables variaciones térmicas entre las zonas serranas y la llanura central. Esta diversidad climática ha dado lugar a una vegetación predominante de tipo árido, donde el matorral de jara es el componente principal.

## Historia
Durante la Edad Media, tras la toma de Talavera de la Reina por Alfonso VI en 1083, los actuales términos de la Jara cacereña formaron parte del Alfoz de Talavera, una comunidad de villa y tierra bajo la jurisdicción del arzobispado de Toledo. Las repoblaciones cristianas promovidas por el monarca implantaron un sistema de torres defensivas y furris (al-bury) que protegían los corredores del Tajo, integrándose las aldeas jareñas en el entramado fortificado de la Marca Media. 
El 30 de noviembre de 1833, el decreto de Javier de Burgos reordenó el territorio español en 49 provincias. Como resultado, la comarca de La Jara quedó dividida, y una parte pasó a integrarse en la nueva provincia de Cáceres, mientras que la mayor parte permaneció en Toledo y Anchuras fue adscrito a Ciudad Real. 

## Municipios
La Jara cacereña comprende los siguientes municipios:
- Villar del Pedroso
- Carrascalejo
- Garvín
- Valdelacasa de Tajo
- Peraleda de San Román